# حارة التعويضات (جعار)
حارة التعويضات هي إحدى حارات حي التعويضات بمدينة جعار التابعة لمحافظة أبين، بلغ تعداد سكانها 1495 نسمة حسب تعداد اليمن لعام 2004.